# Guillermina Motta i Cardona
Guillermina Motta i Cardona (Barcelona, 26 de febrer de 1942) és cantautora i intèrpret de cançons, locutora de ràdio i també ha fet d'actriu al cinema.
Participà plenament en el moviment de la Nova Cançó. El 1964 entrà als Setze Jutges i publicà el primer single. L'any següent enregistrà Recital Guillermina Motta, que obtingué el Gran Premi del Disc Català. Gran coneixedora i amant de la cançó francesa: Jacques Brel, Barbara, Georges Brassens, Anne Sylvestre, Serge Reggiani, ha conreat tant l'àmbit intimista, en discs com Visca l'amor! (1968), amb textos de poetes catalans de totes les èpoques, o l'estil més frívol, acostant-se al cabaret, com el disc de cuplets Remena, nena (1970) o Tango (1972), un treball conjunt amb Enric Barbat. El 1974 va publicar Cançons que estimo. A través d'Oriol Bohigas va entrar en contacte amb la Gauche Divine, dels qui seria una de les muses. Ha fet d'actriu de teatre amb una versió de L'auca del senyor Esteve a Madrid, en cinema Topical Spanish i Los viajes escolares i per la televisió va fer la sèrie Les Guillermines del rei Salomó.
A Vota Motta (1977) o Les guillermines del rei Salomó (1981) col·labora Joan Manuel Serrat tant en alguns temes com en la producció dels discos.
Es va retirar dels escenaris en 2002, i no accepta guardons o reconeixements d'entitats culturals ni institucions polítiques. El 2007 fou guardonada amb la Medalla d'Honor del Parlament de Catalunya en reconeixement de la seva tasca realitzada amb Els Setze Jutges, encara que no va recollir el premi personalment per considerar que la distinció arribava massa tard.
En els darrers anys ha treballat com a presentadora en diferents programes de música a la ràdio catalana, com ara Al cap dels anys, Afectes molt especials, o Segons la lluna a Catalunya Ràdio.

## Discografia

### Àlbums de Guillermina Motta
- 1964: Els snobs - 45 rpm (Edigsa)
- 1965: Recital Guillermina Motta- 33 rpm (Concèntric)
- 1966: Guillermina Motta canta Anne Sylvestre - 45 rpm (Concèntric)
- 1966: No sé el perquè de les guerres- 45 rpm (Concèntric)
- 1967: Ni flors ni violes - 45 rpm (Concèntric)
- 1967: Guillermina Show - 33 rpm (Concèntric)
- 1968: Visca l'amor! - 33 rpm (Concèntric)[5]
- 1968: A un amic del País Basc - 45 rpm (Concèntric)
- 1969: A Omar Kheyyam - 45 rpm (Vergara)[6]
- 1970: Diga'm quan tornaràs - 45 rpm (Vergara)
- 1970: Remena nena - 33 rpm (Edigsa), editat en CD per PDI el 1996 i reeditat i actualitzat en formats digitals per Picap 2010.
- 1971: La barcelonista (Edigsa)
- 1972: Guillermotta en el país de las Guillerminas - 33 rpm (Ariola). Disc en castellà.

- 1972: Tango - 33 rpm (Edigsa), editat en CD per PDI el 1998 i reeditat i actualitzat en formats digitals per Picap 2010. Col·laboració amb Enric Barbat, tangos argentins en traducció al català. Traduccions d'Enric Barbat.
- 1972: Nadal amb Guillermina Motta - 33 rpm (Edigsa), editat en CD i actualitzat a formats digitals per Picap 2010.
- 1974: Cançons que estimo - 33 rpm (Edigsa)
- 1974: Barcelonista - Edició Barça campió. 45 rpm (Edigsa)
- 1975: L'any de la dona - 45 rpm (Edigsa)
- 1976: Canticel - 33 rpm (Edigsa)
- 1977: Vota Motta - 33 rpm (Zafiro)
- 1981: Una bruixa com les altres - 33 rpm (Discophon)
- 1981: Les Guillermines del Rei Salomó - 33 rpm (Discophon)
- 1987: Lluny de Malibú - LP (Blau)
- 1989: Bestiari - LP (Zebra)
- 1993: Segons la lluna - Doble CD (Novoson)
- 1999: Íntim - CD (Audivis)

### Àlbums col·lectius
- 1971: Història de Catalunya amb cançons - 33 rpm (Edigsa), editat posteriorment en CD, reeditat per Picap el 2007. Col·laboració amb dos dels tres components de la Trinca, en Toni Cruz i en Josep Maria Mainat, més el Cor infantil de l'Escola Virtèlia i la veu de l'Àngels Moll com a narradora. Text i lletres de Jaume Picas, música d'Antoni Ros-Marbà.
- 1975: Llegendes de Catalunya - 33 rpm (Edigsa), reeditat en CD per PICAP el 2008. Col·laboració de la Guillermina Motta amb la Marina Rossell, la Coral Sant Jordi, Miquel Cors i Lluís Saumell (veus). Text i lletres de Jaume Picas, música d'Antoni Ros-Marbà.

### Recopilatòries, antologies
- 2002: Fent equilibris (capsa amb 6 CD que recull gran part de l'obra de Guillermina Motta). Edita Columna Música. Conté 5 temes inèdits.
  - CD 1 1964 - 1968
  - CD 2 1970 - 1971
  - CD 3 1972 - 1976
  - CD 4 1977 - 1981
  - CD 5 1987 - 1993
  - CD 6 1993 - 2002

## Filmografia
- Topical Spanish (1970) Director: Ramon Masats. Guió: Chumy Chúmez
- Los viajes escolares (1974) de Jaime Chávarri